# 新北市區公車899路線
新北市區公車899路線由三重客運營運，起點為捷運蘆洲站，終點為捷運新北產業園區站。

## 簡介
為了疏導搭乘機場捷運及蘆洲、五股及泰山區之通勤族，於機場捷運試營運期間的2017年2月16日通車，採取一段票收費制。
- 2025年7月7日起，「西雲寺」站位更名為「西雲寺(五股國民運動中心)」[5]

## 外部連結
- 三重客運 （页面存档备份，存于）
- 大臺北公車899
- 暢行台北公車客運資訊站的Facebook專頁